# 子 ギャル
『子 ギャル』（こギャル）は、日本のアーティスト、hideの生誕50周年記念アルバム。新曲「子 ギャル」に加え、今まで発売されたシングルのA面15曲のキラーチューンを収録している。
なお、2002年にリリースされたベストアルバム『hide SINGLES 〜Junk Story〜』の16トラック目「COMMENT (Aug 10th,1995)」を除いた全曲を逆順で収録しており、ほぼ同内容となっている。

## 概要
本アルバムは、2014年12月10日にhide生誕50周年記念アルバム『子 ギャル』として発売された。
『Ja,Zoo』制作時にhideが急逝してしまったが、デモ音源だけが残っていた。
音源としては未発表だったが、過去には『Ja,Zoo』のツアーでもhideのバンドメンバーCHIROLYNによるボーカルで演奏されており、ライブDVDにも収録されていたため、存在する事や名前は度々上がっていた。
残された「子 ギャル」のデモ音源を元に、生前発表した各曲から声を抽出し、YAMAHAのVOCALOIDの様に言葉を1音1音を歌詞に合わせ繋ぎ合わせた。
それでも足りない部分を、現時点で未公表とされるボーカロイドの技術を採用し完成された。これにより、完全に幻の曲は「ZOMBIE'S ROCK」のみとなった。
本作のブックレットの最終ページには、 Ja,Zoo is complete. と記載されている。(hide手書きの『Ja,Zoo』トラックリストも記載、順番は98年にリリースされたものとは異なる。)
初回限定盤、通常盤共通で、「hide“スペシャル怪人カード”第7弾」1枚（全5種）がランダム封入されていた。
本作はオリコン週間アルバムチャート2位を獲得し、『hide SINGLES 〜Junk Story〜』以来、12年振りとなるトップ3へランクインを果たした。

## 収録曲

### CD
1. 子 ギャル
3rdアルバム『Ja,Zoo』の構想段階において収録予定の曲であった。
hideの死後に行われたツアー『hide with Spread Beaver appear!! "1998 TRIBAL Ja Zoo"』にて、Spread Beaverの演奏により初披露。同ツアーを収録したDVD『hide with Spread Beaver appear !! "1998 TRIBAL Ja,zoo"』には、その模様がボーナストラックとして収録。
2024年5月1日にリリースされたボックスセット『REPSYCLE』DISC3のリマスター＆REPSYCLE版『Ja,Zoo』に、ブラッシュアップされたこの曲が収録された[4]。翌日の2024年5月2日にヴィジュアル系アーティストの来夢（キズ）とSORA（DEZERT）がYouTubeにカバーを公開した[5]。
歌詞に「ゼリー」という言葉がある。hideとの関係では天国に旅立つ前の1997年に「hide presents MIX LEMONed JELLY」という夏フェスが開催されている。またより広範に捉えれば、日本のロック業界で「ゼリー」といえばザ・タイマーズでRCサクセションの忌野清志郎が使用していたステージネームがある[注 1]。
Aメロのフレーズは古典的に進行し[注 2]、少し緊張が高まるBメロに展開する[注 3]。2番目のサビの後、Aメロ・Bメロでもなく、サビでもないフレーズが来ている[注 4]。

Bonus Track
1. Junk Story
2. In Motion
3. TELL ME (hide with Spread Beaver)
4. HURRY GO ROUND
5. ever free
6. ピンク スパイダー
7. ROCKET DIVE
8. GOOD BYE
9. Hi-Ho
10. Beauty & Stupid
11. MISERY
12. TELL ME
13. DICE
14. 50% & 50%
15. EYES LOVE YOU

Extra Track
1. 子 ギャル (demo) ※初回限定盤のみに収録

### DVD (初回限定盤のみ)
- Promotion Video 1

子 ギャル
- Promotion Video 2

Junk Story
In Motion
TELL ME (hide with Spread Beaver)
HURRY GO ROUND
ever free
ピンク スパイダー
ROCKET DIVE
GOOD BYE
Hi-Ho
Beauty & Stupid
MISERY
TELL ME
DICE
EYES LOVE YOU
- TV Performance (NHK-TV “POP JAM”)

Beauty & Stupid (1996.9.7 OA)
Hi-Ho (1997.2.8 OA)
ROCKET DIVE (1998.2.7 OA)

## カバー
- CHIROLYN - アコースティックアルバム『Made in Heaven』（2017年）収録。